# Горна Горица (община Булкиза)
Горна Горица (на албански: Gjoricë e Sipërme или Gjorica e Sipërme) е село в Република Албания в община Булкиза (Булчица), административна област Дебър.

## География
Селото е разположено в историко-географската област Долни Дебър, на левия бряг на Черни Дрин и на десния на Вида Звезда преди вливането ѝ в Черни Дрин.

## История

### В Османската империя
Според статистиката на Васил Кънчов („Македония. Етнография и статистика“) Горица е част от Грика Вогъл (Мала Река) и в него живеят 90 души арнаути мохамедани.
На Етнографската карта на Битолския вилает на Картографския институт в София от 1901 година Горица е чисто албанско село в Дебърската каза на Дебърския санджак със 175 къщи.

### В Албания
След Балканската война в 1913 година селото попада в новосъздадена Албания.
В 1915 година, по време на Първата световна война, селото е анексирано от Царство България. Към 1 март 1916 година Горица е център на Горицката община на българската Дебърска околия.
В началото на XXI век езиковедите Клаус Щайнке и Джелал Юли провеждат теренно изследване сред описваните в литературата в миналото като славяноговорещи селища в Албания. Те посещават Горица и в района не откриват славяноговорещи. Детайлни интервюта с местното население не показват наличие на селища със славяноговорещи в района.
В 1940 година Миленко Филипович пише че Горица е голямо албанско село с около 130 къщи, част от Голо бърдо. Около 50 къщи формират купно селище, а останалите са наоколо на групи около единични отбранителни кули. Според него всички жители на селото са преселници от Зога, Омежа и Зърчан.
До 2015 година селото е част от община Булкиза.

## Личности
Родени в Горна Горица
- Владан Гюрица (? – 1465), съветник на Скендербег, роден в Горна или Долна Горица